# Timothy Dreesen
Timothy Dreesen, né le 30 janvier 1987 à Geel, est un footballeur belge. Il évolue au poste de défenseur.

## Carrière
Dreesen a été formé au Lierse SK et intègre le noyau A à 16 ans. À 19 ans, alors titulaire et capitaine de l'équipe, il est transféré au FC Bruges.
Sa première saison à Bruges est difficile et il joue très peu. Le club décide donc la saison suivante de le prêter au Saint-Trond VV une saison pour qu'il puisse jouer et se relancer. Ce n'est pas un franc succès et Dreesen a du mal à s'imposer comme titulaire à Saint-Trond. La saison suivante, il retourne, toujours sous forme de prêt, dans le club qui l'a lancé, le Lierse SK en division 2. À la fin de la saison, il s'engage définitivement au Lierse SK.
En manque de temps de jeu, il s'engage en janvier 2011 avec le club de Turnhout pour six mois, avant de rejoindre le Fortuna Sittard en deuxième division néerlandaise en juillet 2011.

## Palmarès
- Lierse SK
  - Champion de deuxième division belge en 2010.